# Lin Dan
Lin Dan (Longyan, Fujian, Kina, 14. listopada 1983.) umirovljeni je kineski profesionalni igrač badmintona. 
Dvostruki je olimpijski prvak, peterostruki svjetski prvak, kao i šesterostruki prvak All England-a. Općenito smatran najboljim igračem badmintona svih vremena, do svoje 28. godine Lin je postigao "Super Grand Slam", osvojivši ono što se smatra za devet glavnih naslova u svijetu badmintona: Olimpijske igre (2 zlata), Svjetsko prvenstvo (5 zlata, 2 srebra), Svjetski kup (2 zlata), Thomas Cup (6 zlata, 2 bronce), Sudirman Cup (5 zlata, 1 srebro), Super Series Masters Finals, All England Open, Azijske igre (5 zlata, 2 srebra i 1 bronca) i Azijsko prvenstvo (4 zlata, 2 srebra i 3 bronce), postavši prvi i jedini igrač koji je postigao ovaj podvig. Također je postao prvi muški pojedinačni igrač u badmintonu koji je dva puta za redom osvojio zlatnu olimpijsku medalju pobjedom 2008. te 2012.
Godine 2004. rival Peter Gade prozvao ga je "Super Dan" nakon pobjede u finalu All England Opena, a taj nadimak od tada naširoko koriste njegovi navijači, kao i mediji, kao priznanje za njegova postignuća.
Dana 26. svibnja 2023., Lin Dan primljen je u BWF Kuću slavnih badmintona.